# Ghyvelde
Ghyvelde é uma comuna francesa na região administrativa de Altos da França, no departamento do Norte. Estende-se por uma área de 35.92 km². Em 2010 a comuna tinha 4 224 habitantes (densidade: 117,6 hab./km²).